# Henning Jensen (fodbolddommer)
 Der er flere personer med dette navn, se Henning Jensen.
Henning Jensen (født 3. oktober 1969) er en dansk fodbolddommer, der i perioden 2005-2014 dømte 109 kampe i den danske Superliga.
Inden han blev dommer, var han kontraktspiller i Herning hos Herning Fremad og FC Midtjylland . Han valgte derfor selv ikke at dømme FC Midtjyllands kampe for at undgå spekulationer om inhabilitet.
Han vandt i 2011 titlen som Årets Fodbolddommer ved Dansk Fodbold Award, for sine præstationer i løbet af sæsonen.
I april 2014 meddelte Henning Jensen at han stoppede som dommer på højeste niveau. Herefter fortsatte han som dommer i 1. division.